# Анноаток
Анноато́к (гренл. — Место, любимое ветром) — эскимосское становище, позднее — охотничья станция на побережье пролива Смит. Расположено в 15 милях (25 км) севернее Ииты. В настоящее время заброшено.
Анноаток приобрёл известность в 1909 году, после того, как его избрал зимовочной базой Фредерик Кук, заявивший, что 21 апреля 1908 года достиг Северного полюса. Кук жил здесь с 3 сентября 1907 по 19 февраля 1908 года и 18 — 21 апреля 1909 года. Зимовочная хижина была обнаружена французским этнографом Жаном Маллори в 1952 году.